# Pelecotheca panamensis
Pelecotheca panamensis är en tvåvingeart som beskrevs av Townsend 1919. Pelecotheca panamensis ingår i släktet Pelecotheca och familjen parasitflugor.
Artens utbredningsområde är Panama. Inga underarter finns listade i Catalogue of Life.